# Бунчужное
Бунчужное (укр. Бунчужне, до 2024 года — Григоровка) — село,
Григоровский сельский совет,
Васильковский район,
Днепропетровская область,
Украина.
Код КОАТУУ — 1220783301. Население по переписи 2001 года составляло 1033 человека.
Является административным центром Григоровского сельского совета, в который не входят другие населённые пункты.

## Географическое положение
Село Григоровка находится на правом берегу реки Волчья,
выше по течению на расстоянии в 4 км расположено село Романки (Покровский район),
ниже по течению на расстоянии в 3,5 км расположено село Волчанское,
на противоположном берегу — село Дебальцево.
Река в этом месте извилистая, образует лиманы, старицы и заболоченные озёра.
По селу протекает пересыхающий ручей с запрудой.
Через село проходят автомобильные дороги Т-0401 и Т-0406.

## История
- Начало XIX века — дата основания, как село Кривой Рог.
- 1926 год — переименовано в село Григоровка.

## Объекты социальной сферы
- Детский сад.
- Школа.
- Больница.

## Достопримечательности

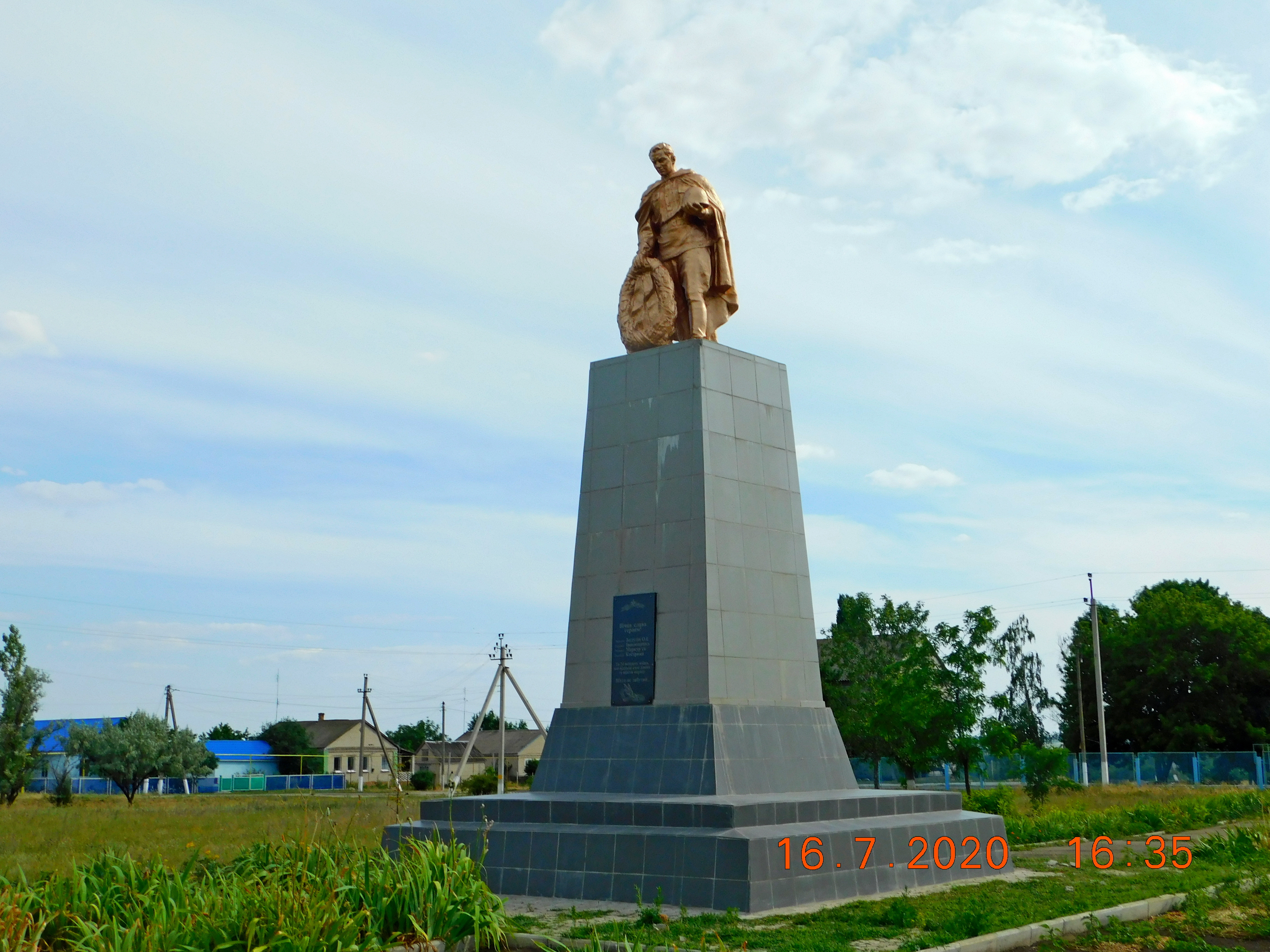
Мемориал на братской могиле ЗУ380-04-368

- Мемориал на братской могиле ЗУ380-04-368Братская могила советских воинов.